# Germarostes allorgei
Germarostes allorgei is een keversoort uit de familie Hybosoridae. De wetenschappelijke naam van de soort is voor het eerst geldig gepubliceerd in 1947 door Paulian.